# Maria-Cunitz-Denkmal (Schweidnitz)

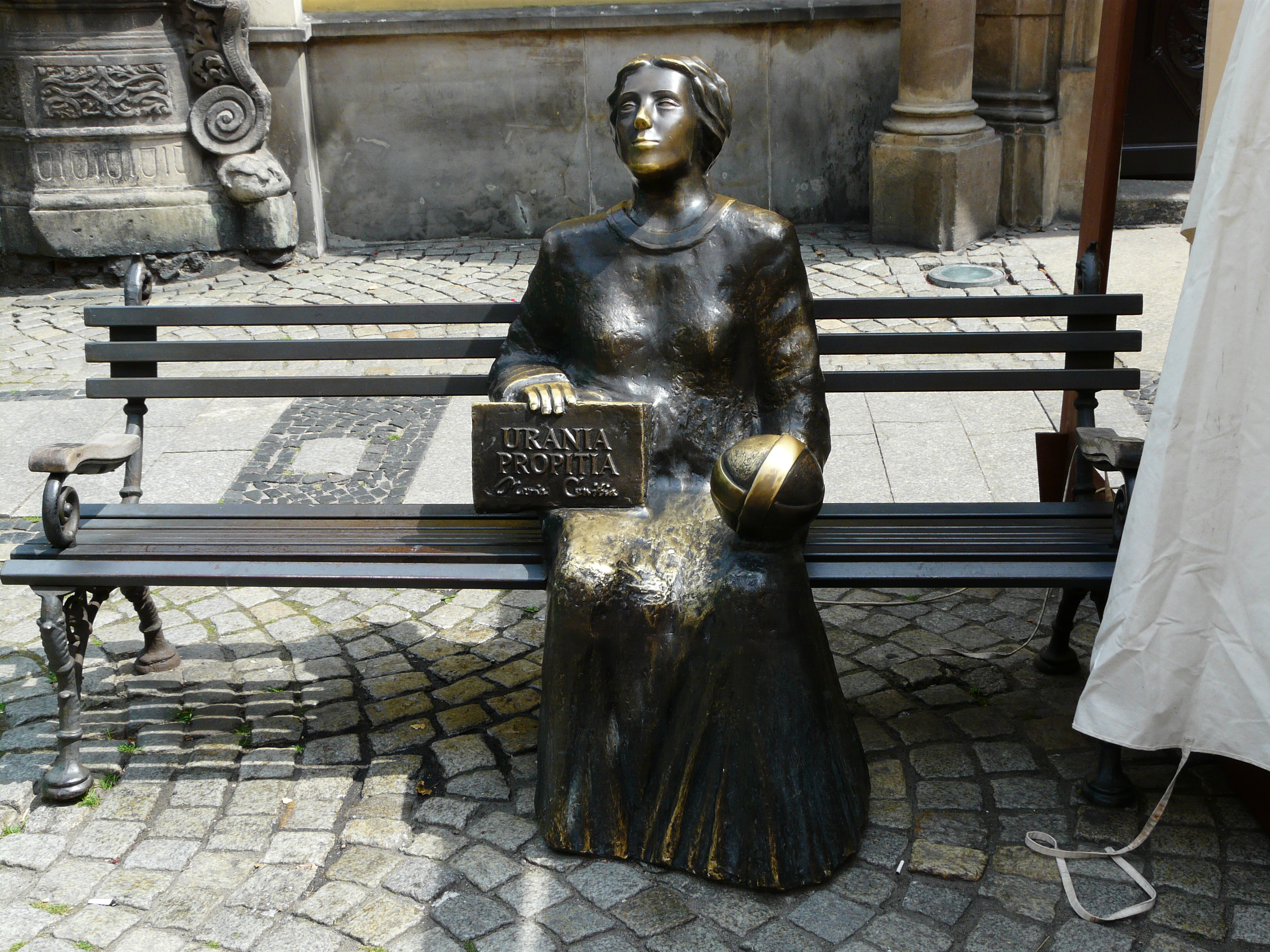
Maria-Cunitz-Denkmal 2014

Das Maria-Cunitz-Denkmal in Schweidnitz befindet sich am Marktplatz von Schweidnitz vor dem Museum der Geschichte des Kaufmannswesens in Świdnica.

## Geschichte und Beschreibung
Das Denkmal wurde vom Bildhauer Stanisław Strzyżyński aus Nałęczów geschaffen. Es entstand im Rahmen des Vorhabens Maria-Cunitz-Jahr 2008 in Schweidnitz und wurde von der Stadtverwaltung finanziert. Es wurde am 31. März 2009 enthüllt.
Das Denkmal zeigt die Gestalt der Astronomin Maria Cunitz (1610–1664), die einen bedeutenden Teil ihres Lebens in Schweidnitz, der Hauptstadt des damals böhmischen Erbfürstentums Schweidnitz-Jauer, verbrachte. Sie sitzt auf einer Bank und blickt in den Himmel. In den Händen hält sie ihr Werk Urania propitia sowie eine Armillarsphäre. Auf dem Umschlag des Buches ist die Unterschrift von Maria Cunitia eingraviert, die ihrem Brief an Johannes Hevelius entnommen wurde. (Łubnice, 28. Februar 1648, Handschrift in der Bibliothèque de l’Observatoire de Paris)